# Правни факултет Универзитета у Новом Саду
Правни факултет (скраћено ПФ) је високошколска установа Универзитета у Новом Саду. Основан је 20. јула 1955. године у Новом Саду. Тренутна деканка је Татјана Бугарски.

## Историјат
Скупштина Народне Републике Србије је 20. јула 1955. године усвојила Закон о оснивању Правног факултета у Новом Саду. Законом је било прописано да ће факултет бити у саставу Универзитета у Београду, и да ће његово наставно особље путем конкурса изабрати посебна универзитетска Матичарска комисија. Такође је било предвиђено да ће се до доношења статута на Правном факултету у Новом Саду настава изводити према наставном плану и програму Правни факултет у Београду, који је, иначе годинама помагао уздизање и осамостаљивање новосадске високе правне школе.
У оквиру факултета издају се Зборник радова Правног факултета у Новом Саду и студентски часопис Правник.

## Локација и зграда
Правни факултет се налази у средишту универзитетског кампуса у Новом Саду, уз саму обалу Дунава, недалеко од центра града.
Зграда Правног факултета у Новом Саду обухвата око 7000 m², у њој се налазе 2 савремене мултимедијалне сале, сала за симулацију суђења, сала за конференције, амфитеатар, 17 учионица, скриптарница, библиотека, наставничка и студентска читаоница, 50 професорских и асистентских кабинета, 10 катедарских сала, 25 канцеларија стручних служби, и читав низ помоћних просторија.

## Организација
Радом Правног факултета руководи декан којег бира Савет Правног факултета из реда професора, на предлог Наставно-научног већа. У обављању послова помажу му продекани и секретар факултета.
Наставу изводи 19 редовних професора, 8 ванредних професора, 9 доцената и 17 асистената (од којих 3 са докторатом) и 3 сарадника у настави.
Правни факултет има десет катедара. То су:

### Катедра грађанскоправних наука
Наставници на катедри:
- Др Ранко Кеча, редовни професор
- Др Гордана Ковачек Станић, редовни професор
- Др Даница Попов, редовни професор
- Др Душан Николић, редовни професор
- Др Раденка Цветић, редовни професор
- Др Бојан Пајтић, ванредни професор
- Др Јелена Видић-Трнинић, ванредни професор
- Др Сања Радовановић, ванредни професор
- Др Атила Дудаш, доцент
- Др Марко Кнежевић, доцент
- Др Сандра Самарџић, асистент са докторатом
- Николина Мишчевић, асистент
- Слобода Мидоровић, асистент
- Милица Ковачевић, сарадник у настави

### Катедра привредноправних наука
Наставници на катедри:
- Др Зоран Арсић, редовни професор
- Др Драго Дивљак, редовни професор
- Др Владимир Марјански, ванредни професор
- Др Сандра Фишер-Шобот, ванредни професор

### Катедра правноекономских наука
Наставници на катедри:
- Др Горан Милошевић, редовни професор
- Др Цвјетана Цвјетковић Иветић, асистент са докторатом
- Др Лука Батуран, асистент са докторатом

### Катедра за кривично право
Наставници на катедри:
- Др Снежана Бркић, редовни професор
- Др Бранислав Ристивојевић, редовни професор
- Др Татјана Бугарски, редовни професор
- Др Драгиша Дракић, редовни професор
- Др Стефан Самарџић, асистент са докторатом
- Др Милана Писарић, асистент са докторатом
- Др Иван Милић, асистент са докторатом

### Катедра за јавно право
Наставници на катедри:
- Др Драган Милков, редовни професор
- Др Слободан Орловић, редовни професор
- Др Зоран Лончар, ванредни професор
- Др Светозар Чиплић, доцент
- Др Александар Мартиновић, доцент
- Др Наташа Рајић, асистент са докторатом
- Ратко Радошевић, асистент

### Катедра за међународно право
Наставници на катедри:
- Др Родољуб Етински, редовни професор
- Др Маја Станивуковић, редовни професор
- Др Сања Ђајић, редовни професор
- Др Петар Ђундић, ванредни професор
- Др Бојан Тубић, доцент
- Стефан Радојчић, сарадник у настави

### Катедра за радно и социјално право
Наставници на катедри:
- Др Предраг Јовановић, редовни професор
- Др Сенад Јашаревић, редовни професор
- Дарко Божичић, асистент

### Катедра за историју државе и права
Наставници на катедри:
- Др Гордана Дракић, ванредни професор
- Др Маша Кулаузов, ванредни професор
- Др Наташа Деретић, доцент
- Др Урош Станковић, асистент са докторатом
- Милан Милутин, асистент

### Катедра за теорију државе и права, филозофију права и социологију.
Наставници на катедри:
- Др Драгутин Аврамовић, ванредни професор
- Др Драгана Ћорић, доцент
- Др Илија Јованов, асистент

### Катедра безбедносноправних наука
Наставници на катедри:
- Др Љубомир Стајић, редовни професор
- Ненад Радивојевић, асистент
- Владан Мирковић, асистент

## Професори емеритуси Правног факултета у Новом Саду
- Проф. др Мило Бошковић
- Проф. др Антун Маленица

## Досадашњи декани Правног факултета у Новом Саду
Досадашњи декани Правног факултета били су:
- проф. др Александар Магарашевић (1959–1962)
- професор Тоша Тишма (1962)
- проф. др Владимир Капор (1962–1966)
- проф. др Рато Пешић (1966–1969)
- проф. др Никола Воргић (1969–1973)
- проф. др Славко Царић (1973–1975), (1987–1989)
- проф. др Милош Стеванов (1975–1977)
- проф. др Младен Стојанов (1977–1979)
- проф. др Момчило Грубач (1979–1981)
- проф. др Милијан Поповић (1981–1983)
- проф. др Милорад Јосиповић (1983–1985)
- проф. др Љубиша Милошевић (1985–1987)
- проф. др Антун Маленица (1989–1991)
- проф. др Зоран Стојановић (1991–1992)
- проф. др Драган Милков (1992-1998)
- проф. др Љубомирка Кркљуш (1998–2000)
- проф. др Ранко Кеча (2000), (2009−2015)
- проф. др Срђан Шаркић (2000–2002 )
- проф. др Душан Николић (2002−2004)
- проф. др Олга Цвејић-Јанчић (2004−2006)
- проф. др Ђорђе Попов (2006−2009)
- проф. др Љубомир Стајић (2015−2018)
- проф. др Бранислав Ристивојевић (2018− )

## Галерија
- Биста Слободана Јовановића испред факултета.